# Wysoczyzna Żarnowiecka
Wysoczyzna Żarnowiecka (313.45) – mezoregion fizycznogeograficzny w północnej Polsce, wschodnia część Pobrzeża Koszalińskiego, położona pomiędzy Wybrzeżem Słowińskim na północy i Pradoliną Redy-Łeby na południu.
W nowej regionalizacji fizycznogeograficznej Polski z 2018 roku mezoregion ten widnieje pod nazwą Wysoczyzna Choczewska (313.45) i zajmuje znacznie mniejszy obszar niż przed zmianą (715.64 km²).

## Charakterystyka
Powierzchnia mezoregionu wynosi 866 km². Obszar stanowi wysoczyznę zbudowaną z utworów morenowych, położoną na wysokości przekraczającej miejscami 100 m n.p.m. Składa się z kilku kęp morenowych, oddzielonych od siebie rynnami polodowcowymi, częściowo zajętymi przez jeziora (największe Żarnowieckie o powierzchni 14,32 km²).
Występuje mozaika lasów i pól uprawnych. Główne miejscowości: Krokowa, Gniewino, Choczewo.

## Mikroregiony
- Kępy[3]
  - Kępa Gniewinowska
  - Kępa Osiecka
  - Kępa Salińska
  - Kępa Tawęcińska
  - Kępa Łabiniecka
  - Kępa Redkowicka
- Puszcza Wierzchucińska

## Granice

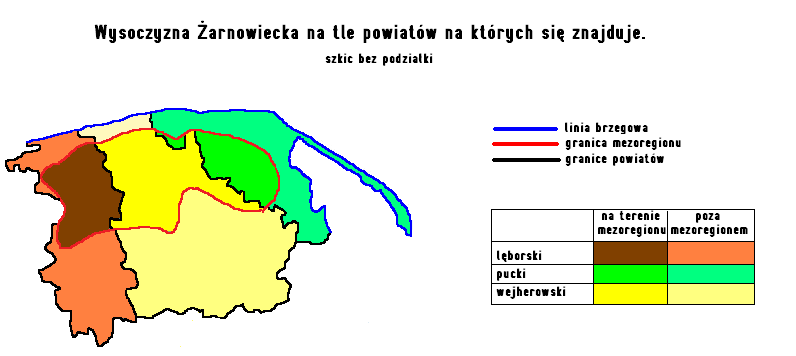
Wysoczyzna Żarnowiecka na tle powiatów, na których się znajduje

Granice Wysoczyzny Żarnowieckiej są bardzo dobrze czytelne w terenie. Mezoregion graniczy od południa i zachodu z Pradoliną Redy-Łeby, od północy z Wybrzeżem Słowińskim natomiast granice od wschodu zamyka granica z Pobrzeżem Kaszubskim. Mezoregion leży na terenie powiatów lęborskiego, puckiego i wejherowskiego.
Granica z Pradoliną Redy-Łeby jest bardzo czytelna, gdyż biegnie granicą pradoliny tych rzek. Granica z Wybrzeżem Słowińskim jest już mniej czytelna w terenie, jednak bardzo dobrze widoczna jest różnica w geomorfologii terenu, Wysoczyzna Żarnowiecka jest wysoczyzną, natomiast Pobrzeże Słowińskie jest równiną akulacyjną. Granica z Pobrzeżem Kaszubskim z jednej strony jest bardzo łatwa do wyznaczenia, gdyż biegnie wschodnim brzegiem Jeziora Żarnowieckiego, z drugiej strony na terenie mezoregionu Pobrzeże Kaszubskie występują również niewielkie wysoczyzny.
We wcześniej stosowanym podziale na mezoregiony, zaproponowanym przez Petkiewicza, Wysoczyzna Żarnowiecka była uznawana za część Pobrzeża Kaszubskiego.
Na terenie mezoregionu nie ma żadnego miasta.

## Rzeźba terenu
Powierzchnia Wysoczyzny Żarnowieckiej jest silnie rozczłonkowana. Na terenie Wysoczyzny występują kępy wysoczyznowe oraz obniżenia. Wysokość maksymalna terenu w Wysoczyźnie Żarnowieckiej wynosi ponad 100 m n.p.m.. Najwyższe wzniesienie Góra Wysoka 179,2 m n.p.m. znajduje się na terenie Puszczy wierzchucińskiej.

## Sieć wodna
Na terenie mezoregionu istnieje ponad 20 jezior, z których największym jest Jezioro Żarnowieckie. Największą rzeką Wysoczyzny Żarnowieckiej jest Piaśnica.

## Zarys historii regionu
W 1982 roku na terenie mezoregionu rozpoczęto budowę pierwszej w Polsce elektrowni atomowej, prace nad elektrownią zostały wstrzymane na skutek protestów oraz kryzysu gospodarczego. W 1983 roku powstała Elektrownia Wodna Żarnowiec.